# Wayne County (Missouri)
Wayne County is een county in de Amerikaanse staat Missouri.
De county heeft een landoppervlakte van 1.971 km² en telt 13.259 inwoners (volkstelling 2000). De hoofdplaats is Greenville.